# Srinjine
Srinjine település Horvátországban Split-Dalmácia megyében. Közigazgatásilag Splithez tartozik.

## Fekvése
Split központjától légvonalban 13, közúton 15 km-re keletre, a Perun-hegy és a Mosor-hegység között, a Poljica területén fekszik. Két településrésze a déli Tvrčiće az északi Srinjine.

## Története
Srinjine első írásos említése még Srinjin néven Trpimir fejedelem 852. március 4-én kiadott adománylevelében történt, mely azt jelenti, hogy nem sokkal a horvátok őseinek 7. századi letelepedése után már lakott hely volt. Ezt követően többször is említik történelmi források, így a poljicai Szent Péter monostor szerzetesei által 1080-ban írt a Sumpetari cartulariumban is szerepel. Srinjine a középkorban a Poljicai Köztársaság 12 kantonjának egyikét képezte. Plébániájának alapításáról nincs írásos dokumentum, mivel legrégibb iratai nem maradtak fenn. Minden bizonnyal már a török hódítás előtt is létezett, mert Kisboldogasszony plébániatemplomát 1413. július 7-én már említik és szerepel a Garzadoni érsek 1625-ben tett egyházlátogatásakor készült dokumentumban is. 1807. június 5-én Stobreč határában zajlott az a csata, melyben a Marmont tábornok vezette francia csapatok véget vetettek a 13. század óta létező Poljicai Köztársaságnak. Ez egyúttal a Poljicai Köztársaság megszűnését jelentette. Napóleon lipcsei veresége után 1813-ban újra az osztrákoké lett. Plébániája 1849-ben a sitnoi plébánia része lett, majd az 1930-as években lett újra önálló. A településnek 1857-ben 409, 1910-ben 440 lakosa volt. 1918-ban az új szerb-horvát-szlovén állam, majd később Jugoszlávia része lett. A háború után a szocialista Jugoszláviához került. 1991 óta a független Horvátországhoz tartozik. 2011-ben a településnek 1201 lakosa volt.

## Lakosság
| Lakosság változása | Lakosság változása | Lakosság változása | Lakosság változása | Lakosság változása | Lakosság változása | Lakosság változása | Lakosság változása | Lakosság változása | Lakosság változása | Lakosság változása | Lakosság változása | Lakosság változása | Lakosság változása | Lakosság változása | Lakosság változása |
| ------------------ | ------------------ | ------------------ | ------------------ | ------------------ | ------------------ | ------------------ | ------------------ | ------------------ | ------------------ | ------------------ | ------------------ | ------------------ | ------------------ | ------------------ | ------------------ |
| 1857               | 1869               | 1880               | 1890               | 1900               | 1910               | 1921               | 1931               | 1948               | 1953               | 1961               | 1971               | 1981               | 1991               | 2001               | 2011               |
| 409                | 491                | 314                | 382                | 458                | 440                | 767                | 908                | 789                | 1.040              | 1.100              | 892                | 951                | 1.232              | 1.354              | 1.201              |

## Nevezetességei
- A Kisboldogasszony tiszteletére szentelt római katolikus plébániatemploma 1863-ban épült a régi temploma helyén, melyet már 1413-ban említenek. Mai formáját 1966-ban nyerte el, amikor a hajóhoz két oldalkápolnát építettek. Így a templom latin kereszt alaprajzú lett. 1997-ben a kápolnákat három méterre magasították meg. Az öt ablakot festett üvegablakokra cserélték ki. A régi oltár az apszis falánál áll, előtte helyezték el az új, szembemiséző oltárt. A templom délnyugati oldalán magasodik a harangtorony mely két emelet magas, felül kőpiramis zárja.
- Az Umac településrészen áll a Mihály arkangyal templom. Az első kápolnát 1605-benépítették ezen a helyen, majd 1691-ben egy nagyobb templomot építettek a helyére. A templomnak saját  testvérisége van, mely a gondját viseli. Régen földbirtok is tartozott hozzá.
- Vilar településrészen áll a Szent Miklós templom, melynek építési ideje ismeretlen, a szakemberek a 12. vagy a 13. századra teszik. A II. világháború után sokáig romosan állt és majdnem összedőlt. 1989-ben teljesen újjáépítették, 1989. december 10-én szentelte fel Jurić érsek. Oltára mögött a falmélyedésben látható Szent Miklós szobra. A nyugati falba az 1835-ös évszám van bevésve, mely talán az előző újjáépítés dátuma lehet, mert előtte a templomot hosszú ideig nem említették.
- A kis Szent Miklós kápolna 1910-ben épült faragott kövekből a falu bejáratánál, felszentelése 1912-ben volt. Félköríves bejáratát vasajtóval zárták, melyen át belátni a belső terébe.  A bejárat felett kis körablak, az oromzaton kis harangtorony áll, benne egy haranggal. 1987-ben felújították. Szent Miklós az utazók védőszentje, ezért a közlekedők a kápolnát nagy becsben tartják.
- Tvrčići településrészén áll a Mindenszentek templom mely az 1682-ben említett régi templom helyén épült 1996-ban faragott kövekből. A homlokzat feletti kis harangtornyában egy harang látható. Az épületet a 18. század óta saját testvériség gondozza.
- Dračinén található a 19. századi Szent Rókus fogadalmi kápolna. Mai formáját 1931-ben kapta, 1989-ben megújították. A kápolnát övező kis udvart szárazon rakott kőfal keríti.
- 2000-ben Brsnik nevű településrészén emlékkápolnát építettek boldog Alojzije Stepinac bíboros érsek tiszteletére.